# Мендоса Поланко, Висенте
Висенте Мендоса Поланко (исп. Vicente Mendoza y Polanco, часто Висенте П. Мендоса, исп. Vicente P. Mendoza; 24 декабря 1875, Гвадалахара — 14 июня 1955, Мехико) — мексиканский протестантский религиозный деятель, гимнограф.
С 11 лет работал в протестантской книгопечатне в Мехико, затем учился там же в пресвитерианской семинарии, а после её закрытия окончил Методистский институт в Пуэбле. С 1898 года участвовал в ежегодных конференциях Мексиканской методистской церкви. Сотрудничал в журналах El Mundo Cristiano (с исп. — «Христианский мир»), El Abogado Cristiano (с исп. — «Христианский защитник»), El Evanelista Cristiano (с исп. — «Христианский евангелист»). В мексиканских методистских кругах считался «одним из самых блестящих талантов и выдающихся характеров мексиканского методизма».
Автор текстов (оригинальных и переводных) к многочисленным религиозным гимнам, в том числе испанского текста к известной песне Генри Бишопа Home! Sweet Home!; к некоторым написал также мелодию. В 1901 году опубликовал сборник «Избранные гимны» (исп. Himnos Selectos). В общей сложности авторству Мендосы принадлежит более 300 гимнов, из которых наиболее известен «Христос мой царь и владыка» (исп. Jesús es mi Rey soberano).